# Boucles de l'Aulne 2024
De 84e editie van de wielerwedstrijd Boucles de l'Aulne vond plaats op 12 mei 2024. De wedstrijd startte en finishte in Châteaulin en was 181,1 kilometer lang. De wedstrijd maakte deel uit van de UCI Europe Tour, met de categorie 1.1, en de Coupe de France. De Fransman Axel Zingle won en behaalde zo de tweede zege van het seizoen voor zijn ploeg Cofidis.

## Uitslag
| Plaats  | Naam               | Ploeg                      | Tijd     |
| ------- | ------------------ | -------------------------- | -------- |
| Winnaar | Axel Zingle        | Cofidis                    | 4u14'53" |
| 2       | Alexandre Delettre | St Michel-Mavic-Auber93    | z.t.     |
| 3       | Mads Würtz Schmidt | Israel-Premier Tech        | z.t.     |
| 4       | Valentin Ferron    | TotalEnergies              | z.t.     |
| 5       | Fredrik Dversnes   | Uno-X Mobility             | z.t.     |
| 6       | Markus Hoelgaard   | Uno-X Mobility             | + 3"     |
| 7       | Joel Nicolau       | Caja Rural-Seguros RGA     | + 4"     |
| 8       | Brent Van Moer     | Lotto Dstny                | + 39"    |
| 9       | Vincenzo Albanese  | Arkéa-B&B Hotels           | + 3'43"  |
| 10      | Nans Peters        | Decathlon AG2R La Mondiale | + 3'47"  |
| 11      | Magnus Cort        | Uno-X Mobility             | + 3'56"  |
| 12      | Luca Van Boven     | Bingoal WB                 | z.t.     |
| 13      | Samuel Watson      | Groupama-FDJ               | z.t.     |
| 14      | Joris Delbove      | St Michel-Mavic-Auber93    | z.t.     |
| 15      | Martin Urianstad   | Uno-X Mobility             | z.t.     |
| 16      | Nicolas Breuillard | St Michel-Mavic-Auber93    | z.t.     |
| 17      | Rémi Capron        | Van Rysel-Roubaix          | z.t.     |
| 18      | Alan Jousseaume    | TotalEnergies              | z.t.     |
| 19      | Xavier Cañellas    | Euskaltel-Euskadi          | z.t.     |
| 20      | Paul Ourselin      | TotalEnergies              | z.t.     |